# Stob a’ Choire Odhair
Stob a’ Choire Odhair (wymowa gaelicka: [ˈs̪t̪op ə ˈxɔɾʲə ˈo.əɾ])– szczyt w paśmie Black Mount, w Grampianach Zachodnich. Leży w Szkocji, w regionie Argyll and Bute. 